# Alternanthera ficoidea
Alternanthera ficoidea là loài thực vật có hoa thuộc họ Dền. Loài này được (L.) Sm. mô tả khoa học đầu tiên năm 1819.